# Коста де' Нобили
Ко̀ста де' Но̀били (на италиански: Costa de' Nobili, на местен диалект: Costa, Коста) е село и община в Северна Италия, провинция Павия, регион Ломбардия. Разположено е на 66 m надморска височина. Населението на общината е 379 души (към 2017 г.).